# 위르겐 프로흐노
위르겐 프로흐노(Jürgen Prochnow, 1941년 6월 10일 ~ )는 독일의 배우이다. 2003년, 미국 시민권을 획득하였다.
신체는 183cm 이고, 데뷔는 1971년 영화 'Zoff'로 데뷔했으며, 수상에는 1988년 밤비 어워즈 남우주연상을 수상했다.

## 출연 작품
- 라스트 런
- 베버리 힐스 캅 2
- 인터셉터
- 트윈 픽스
- 허리케인 스미스